# Uenglingen
Uenglingen è un ex-comune tedesco di 1 020 abitanti, situato nel land della Sassonia-Anhalt.
Dal 1º gennaio 2010 è stato accorpato alla città anseatica di Stendal.